# Borsmustár
A borsmustár (Eruca sativa) a káposztafélék (Brassicaceae) családjába tartozó növényfaj, világszerte termesztett saláta-, fűszer- és olajnövény. Idegen eredetű elnevezései: rukola, rukkola, rukkoli, arugula.

## Elterjedése
A Földközi-tenger térségében (a Mediterráneumban) őshonos, de termesztése vagy behurcolása révén Európa más részein és a világ számos táján is elterjedt, mint például Iránban, Afganisztánban, Turkesztán területén, Mongóliában, Indiában, az Egyesült Államokban és Oroszországban.
Magyarországon a második világháborút követően terjedt el igazán, feltehetően annak köszönhetően, hogy magjait a külföldről származó lenmagokkal együtt rendszeresen behurcolták, így főleg lenvetések gyomtársulásainak tagjaként tenyészett az alföldeken (Tiszántúl, Duna–Tisza köze, Duna-völgy, Dél-Dunántúl, Kisalföld). Később a rendszeres talajmunkák nyomán visszaszorult, manapság azonban ismét gyakoribb.

## Jellemzése
Tavasszal csírázó, nyár eleji egyéves növény, azaz Ujvárosi Miklós gyomnövény-életformarendszerében a T3 csoportba tartozik, rövid élete során vékony orsógyökeret fejleszt. Megjelenése változatos mind nagyságát, mind szőrzetének és termésének jellegeit tekintve, melyek alapján – vitatható módon – 40 fajcsoportot különítettek el a fajon belül. Legfeljebb 1 m magasra nő meg, felálló szára egyszerű vagy elágazó. A növényt vagy mindenütt gyéren szőr fedi, vagy szinte teljesen kopasz. A kifejlett növény levelei általában lantosan szeldeltek: az egyenlőtlenül elhelyezkedő levélszeletek mindegyikének széle lekerekített, s míg a végső szelet szélesebb, addig a 4–10 (a levél jobb és bal oldalán egyaránt 2–5) oldalsó, hosszúkás-lándzsás vagy szálas alakú szelet keskenyebb. A nyeles alsó levelek végső levélszelete nagyobb, mint a gyakran ülő középső és felső leveleké. Előfordul, hogy a legfelső levelek nem szeldeltek, hanem épek, a szeldeltség pedig legfeljebb csak annyiban mutatkozik rajtuk, hogy levélszélük fogas (esetleg majdnem ép). Virágai négytagúak, végálló fürtvirágzatban nyílnak nemcsak a hajtástengely csúcsán, hanem az oldalhajtások végén is, Magyarországon a nyár elején, májustól június végéig. A szálas-kerülékes alakú csészelevelei 7–12 mm hosszúak, tompák. A fehér, krémfehér vagy halványsárga színű, bíbor vagy ibolyaszín erezetű sziromlevelei szétállnak, 15–20 mm hosszúak, ék vagy visszás tojásdad alakúak. Az elvirágzást követően erősen megnyúló virágzati tengelyhez simulva, de felfelé állva, rövid kocsányon helyezkednek el a 12–25 mm hosszú és 3–6 mm széles becőtermések, melyek csőre lapos és kétélű. A becőkben gömbölyded, 1,5–2,5 mm átmérőjű, sárgásbarna vagy világosbarna színű magok foglalnak helyet.
Magja gyorsan és egyenletesen csírázik, ennek megfelelően egyrészt könnyen termeszthető, másrészt gyomnövényként is hamar megjelenhet, de rendszeres talajmunkával egyúttal könnyen el is távolítható.

## Élőhelye
Magyarországon ritkán termesztik, inkább elvadultan vagy behurcoltan fordul elő vetési gyomként.

## Felhasználása
Az aromás, kellemesen csípős, borsos ízű, zsenge leveleit salátákban és szendvicsekben fogyasztják, de fűszerként is felhasználják mártásokban, párolt zöldségekben, illetve ételeket díszítenek velük. A száraz, meleg, napsütéses helyen fejlődő borsmustár leveleinek íze erősebb, keserűbb, mint a nedves, hűvös helyen tenyészőké. A szintén fogyasztható virágainak aromája enyhébb a levelekénél.
Magvaiból csípős, erős illatú mustárt készítenek például Franciaország déli részén és Görögországban, illetve savanyú ízű olajat (taramiraolaj, jambaolaj) préselnek Indiában és Iránban.

## Galéria

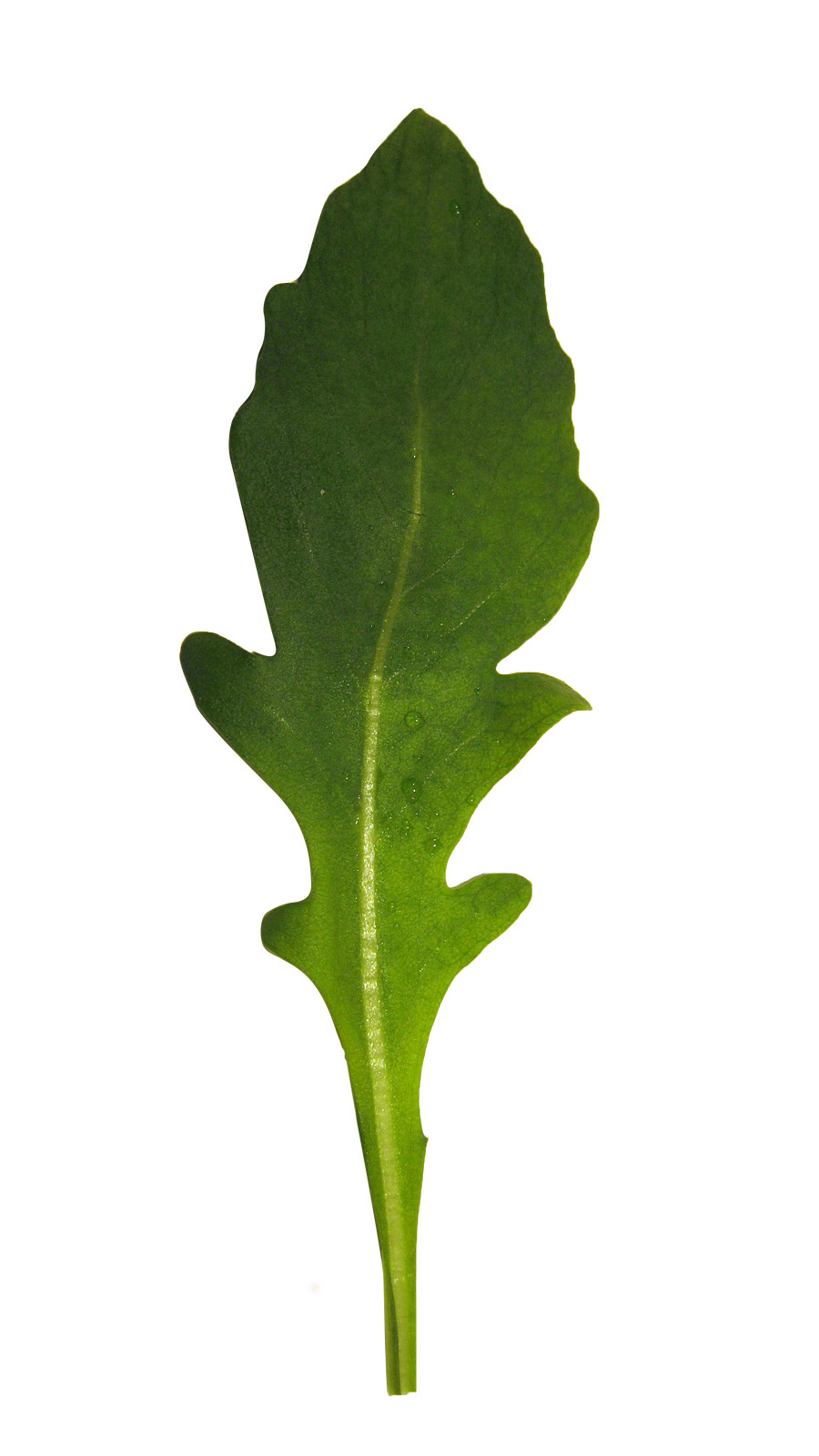
Levele
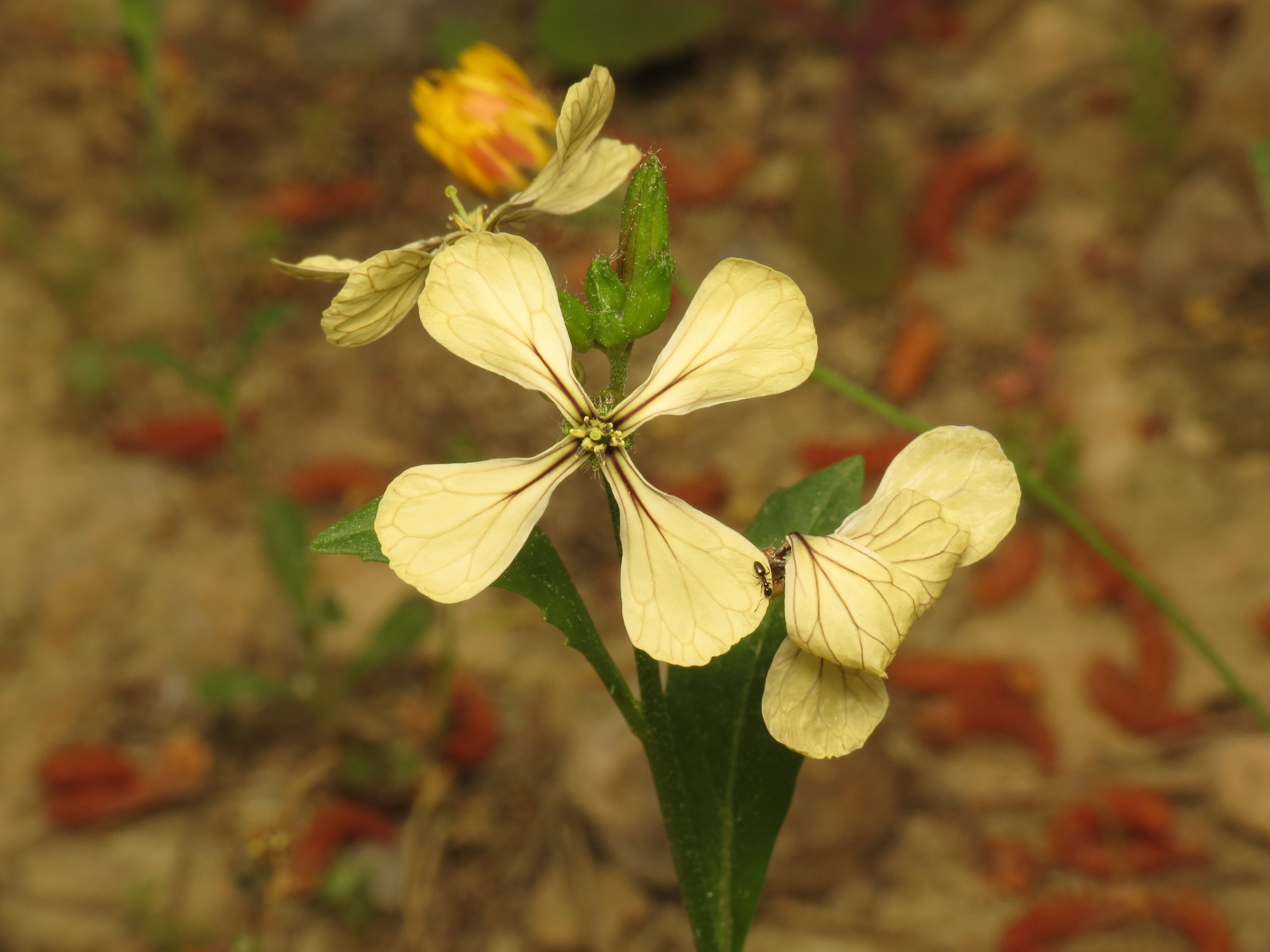
Halványsárga virágok
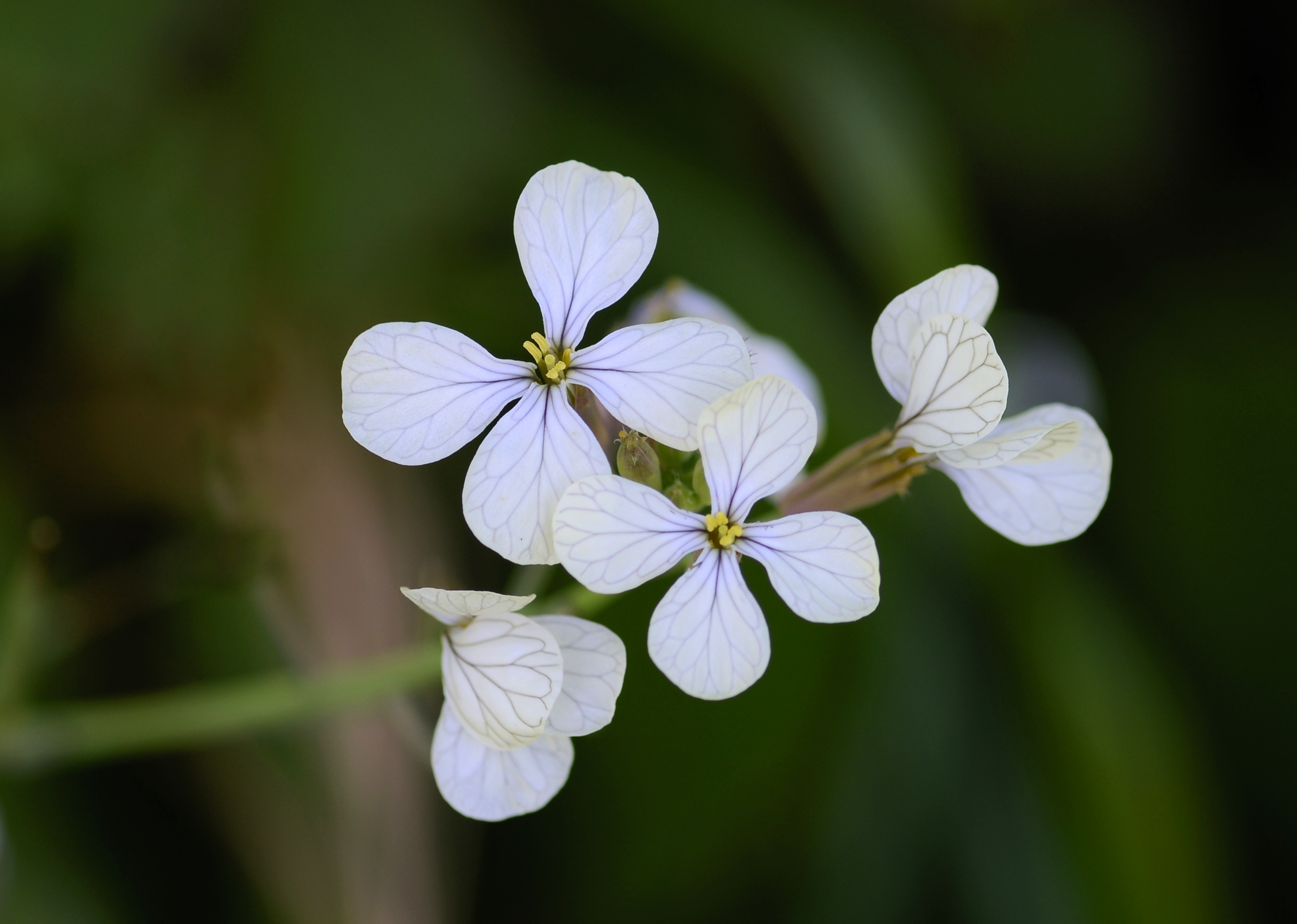
Fehér virágok
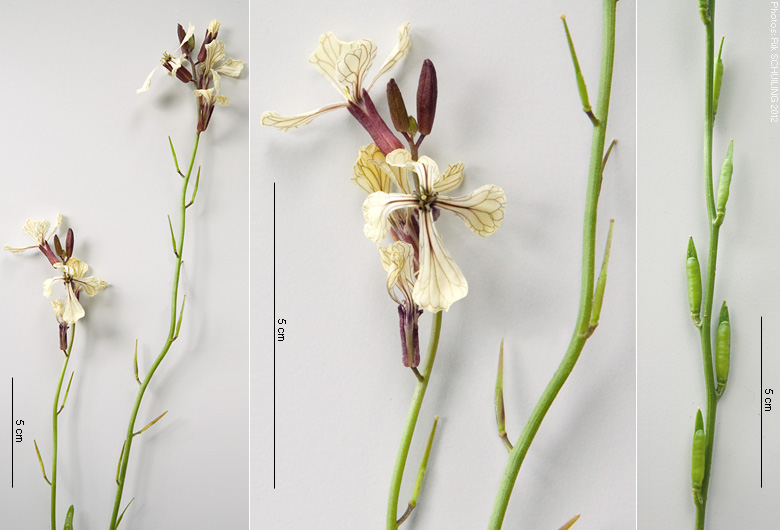
Virágzata és becőtermései
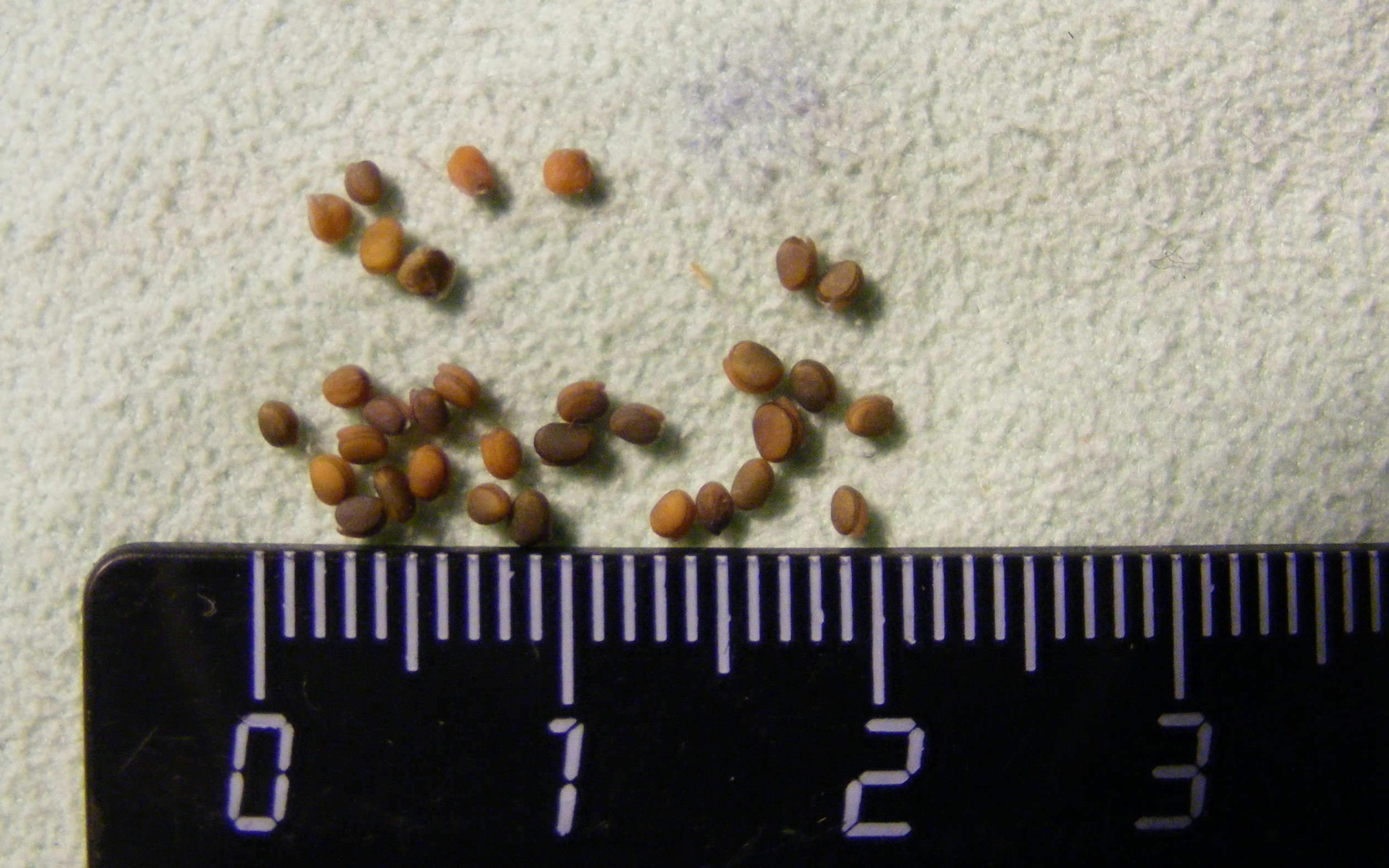
Magvai
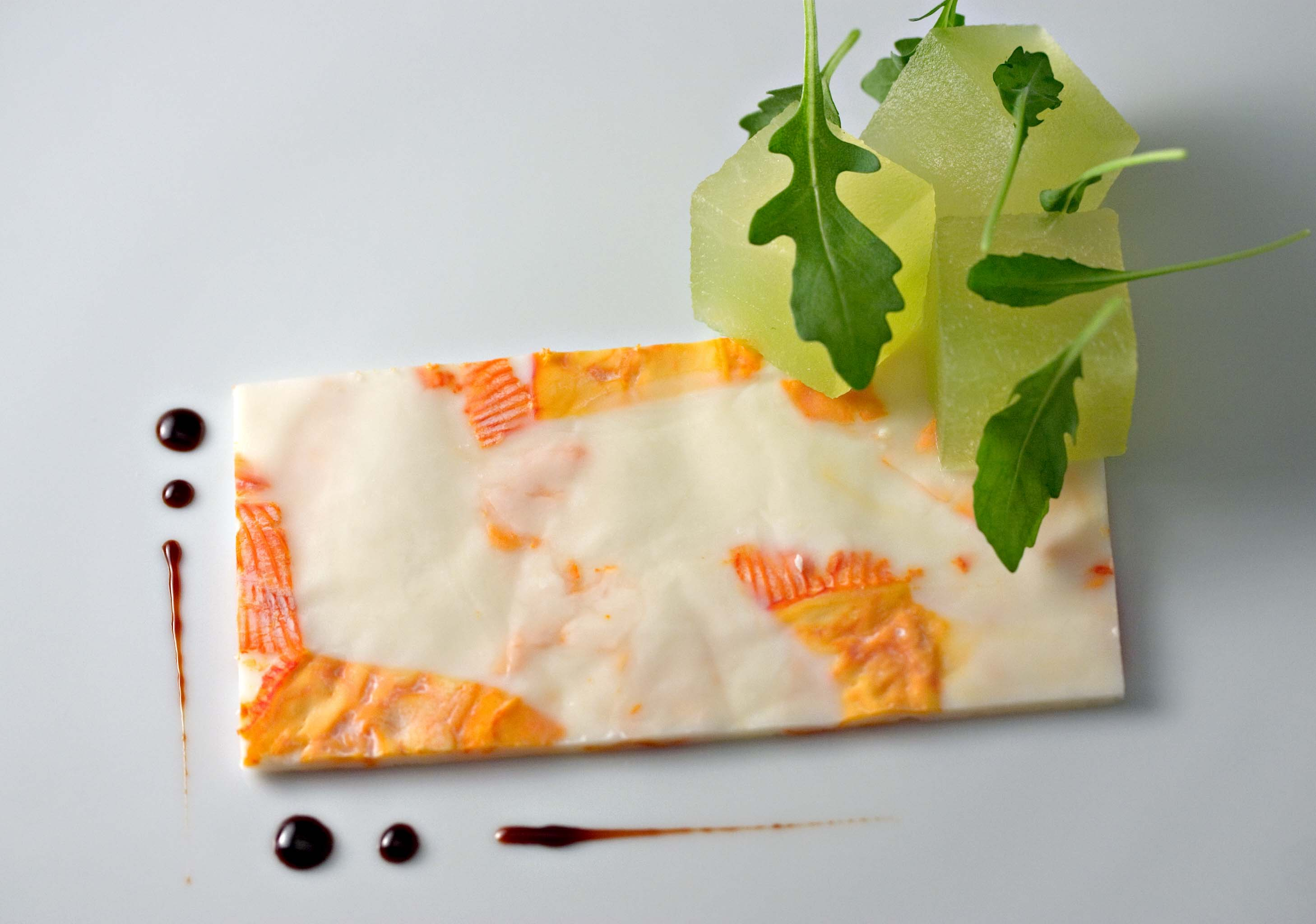
Borsmustár levelével díszített étel